# Ходжахан
Пакахан (вірм. Փակահան) / Ходжахан (азерб. Xocahan) — село в Нагірному Карабасі, де-факто в Кашатазькому районі Нагірно-Карабаської Республіки, де-юре в Кубатлинському районі Азербайджану.
Село розміщене на правому березі річки Воротан, за 75 км на південь від міста Бердзора.